# Karen McCluskey

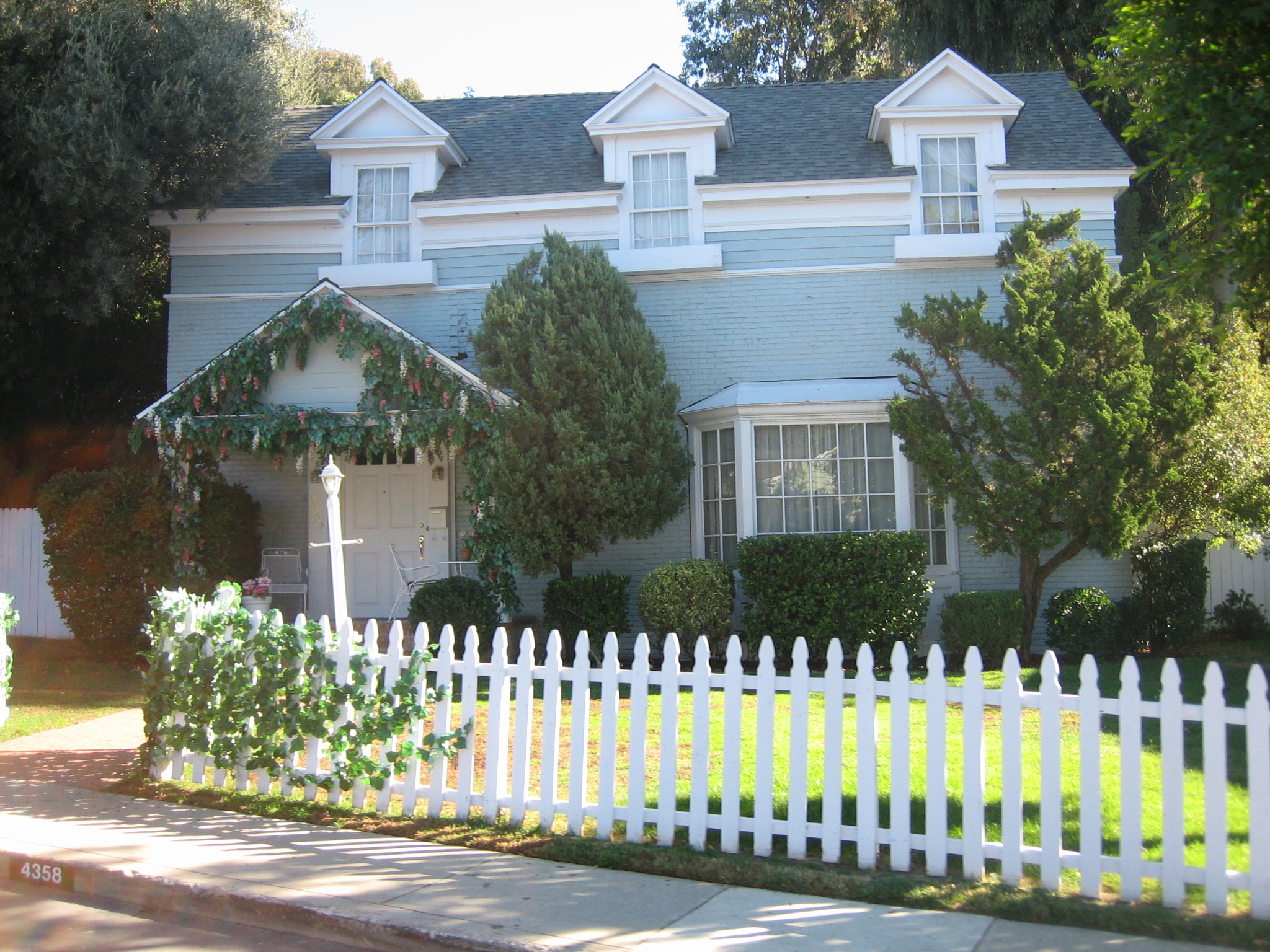
Casa de la Sra. McCluskey en Wisteria Lane

Karen McCluskey (apellido de soltera: Simonds) es un personaje ficticio de la serie Desperate Housewives. El personaje es interpretado por Kathryn Joosten, quien ganó el Premio Emmy como Mejor actriz invitada en una serie de comedia por su papel en 2005.

## Historia

### Pasado
Karen Simonds nació en 1944. Ella tiene dos hermanas: Gale y Roberta. Se casó a temprana edad pero dio a luz a su único hijo en los años sesenta. En la sexta temporada, ella le revela a Robin Gallagher que estaba en el negocio del comercio sexual, y siguió el modelo de Sears Roebuck, que la llevó a la universidad. Ella fue la segunda esposa de Gilbert McCluskey, quien se negó a actualizar los archivos de su pensión, dejando todos sus bienes a su primera esposa.

### Temporada 1
Karen McCluskey fue contratada como niñera por Lynette Scavo. Ella sufre de artritis severa. Conocida como la vieja mujer que siempre discute con sus vecinos de Wisteria Lane, la señora McCluskey puede ser criticada constantemente por discutir y extender los rumores. Sin embargo, en el interior, la señora McCluskey es una mujer realmente buena y amorosa. Fue revelado que ella tenía un hijo que murió en una edad joven. Ella se ofreció a cuidar a los niños Scavo. 

### Temporada 2
Una vez, la señora McCluskey electrocutó accidentalmente al compañero de trabajo de Lynette cuando ella creyó que él intentaba “secuestrar” a los niños de Lynette. En el episodio 15 de la temporada 2, ella encontró a Bree en el césped delantero de su casa, borracha y tirada. Ella alertó posteriormente a Lynette que Bree bebía mientras le cuidaba a sus hijos. En el final de la temporada 2, Karen apoyó a  Lynette, quien siguió a Tom Scavo hasta Atlantic City con el fin de descubrir la verdad sobre la supuesta infidelidad de su esposo. Ha sido notable que debido a la historia muy separada que Bree Hodge tiene en la tercera temporada, la señora McCluskey es vista muchas veces con las otras tres amas de casa principales Lynette, Gabrielle Solis y Susan Mayer. Recientemente, señora McCluskey dio a Mike Delfino su caja de herramientas, y organizó la protesta contra el pedófilo Art Shepard. 

### Temporada 3
En los enlaces del episodio, fue revelado que señora McCluskey tiene su propio secreto: ella tiene el cuerpo muerto de su marido, Gilbert, almacenado en un congelador en su sótano. El episodio siguiente, Karen se fractura su brazo cuando cae por las escaleras y se la llevan al hospital. Mientras tanto, Parker Scavo descubre su secreto y se queda perplejo. Ida Greenberg también descubre el cadáver congelado de Gilbert. Karen intenta persuadir a Parker en guardar el secreto, pero Ida va a la policía, y Karen es trasladada hasta la cárcel.
La Señora McCluskey es la charla de la ciudad después de que las noticias se supieron sobre el cuerpo de su marido que es encontrado en el congelador. Ella se molesta por los niños habitantes, que lanzan los huevos en su casa, y pintan la palabra “bruja” en su puerta. Parker continúa defendiéndola y dice a señora McCluskey que debe decir la verdad. Ella va a la fiesta de cumpleaños de Travers mientras que los otros residentes de la calle Wisteria están en la fiesta. Ella explica que un día vino a casa a las 2 de la madrugada después de pasar un fin de semana lejos, y encuentra a Gilbert muerto. Esperando hasta mañana para llamar a la funeraria, ella comprueba su plan de jubilación para ver que él hubiera firmado todo sólo para descubrir que su primera esposa, era la única heredera. La Señora McCluskey, con miedo de perderlo todo, mantuvo su cuerpo en el congelador y guardó el cobrar de los cheques. Lynette entonces la vuelve a contratar de niñera. Lynette dice a la señora McCluskey que la familia la extrañó, y ella dice que también los extrañó.

### Temporada 4
En el Primer capítulo de la temporada "Now You Know" la Sra. McCluskey le preguntó a Carlos porque estaba afuera el bote de basura si el camión de basura ya había pasado. Casi se muere Edie por accidente  en su plan de falso suicidio, pero afortunadamente le pregunta a Carlos si ve algo en la habitación de arriba y Carlos se da cuenta de que es el cuerpo de Edie. Más tarde, en la fiesta de Katherine Mayfair, le preguntó a Katherine por qué se fue de la ciudad hace doce años sin despedirse de nadie y Katherine se sorprende de su buena memoria, además, revela que la Sra. McCluskey cuidaba a Dylan Mayfair cuando ella solo era una niña.
Karen luego da su opinión sobre los nuevos vecinos de la fuente de agua de Bob y Lee diciendo que es "basura". Cuando Katherine y Lynette se postulan para el puesto de líder de la asociación de propietarios de viviendas, Karen emite su voto para Lynette, aunque Katherine gana de todos modos. 
En "Something's Coming", la Sra. McCluskey invita de mala gana a Lynette Scavo y su familia a refugiarse en su casa debido a un tornado. Pero cuando invita a Ida Greenberg y a su mascota, Toby, a refugiarse, las cosas se complican porque el esposo de Lynette, Tom, es alérgico a los gatos. Así que Lynette intenta sacar a Toby de la casa. Cuando Karen atrapa a Lynette sacando de contrabando a Toby desde el sótano, Lynette la acusa con rabia de haber elegido a un gato sobre Tom. De repente, la puerta se abre de golpe y Toby se escapa. Cuando Karen trata de que Toby vuelva a su casa, Lynette la atrapa y luego ven que se acerca el tornado. Intentan volver a la casa, pero cuando las cosas bloquean su camino, entran en la casa de Lynette y se refugian en la bañera. Más tarde, cuando el tornado termina, salen, solo para encontrar la casa de la Sra. McCluskey en ruinas. 
En "Bienvenido a Kanagawa", la Sra. McCluskey ve a los hijos de Lynette y al esposo recuperado a salvo de las ruinas de la casa de Karen. Pero desafortunadamente, Ida no sobrevivió al tornado. Mientras Lynette y Karen empacan las pertenencias de Ida, piensan en esparcir las cenizas dentro de un estadio de béisbol, pero las cosas se complican cuando la sobrina y el sobrino de Ida regresan a Omaha, Nebraska, sin saber que las cenizas de Ida fueron reemplazadas por el polvo de una aspiradora dentro de la urna. Más tarde esa noche, la Sra. McCluskey y Lynette irrumpen en el estadio de béisbol y esparcen las cenizas de Ida por todo el campo, pero la policía las atrapa. La policía dejó que la señora McCluskey y Lynette se fueran con una advertencia. Karen casi tuvo su tercer golpe ya que ella y Lynette saben que no sería suficiente.
En el final de la temporada "Free", el programa se salta cinco años más tarde y para este momento Karen tendría 69 años.

## Curiosidades
- Kathryn mencionó en el programa View, que Karen es el único personaje en Desperate Housewives, que no puede morir, porque Marc Cherry, creador de la serie, le hizo una promesa.[1]